# مارافيلاس روخو
مارافيلاس روخو (من مواليد 9 نوفمبر 1950) سياسية إسبانية. هي الأمين العام الحالي للتوظيف في حكومة إسبانيا.
ولدت روخو في برشلونة (إسبانيا). حصلت على درجة البكالوريوس في العلوم السياسية والاقتصادية والتجارية من جامعة برشلونة عام 1973. وهي متزوجة ولديها طفلان.ة روجت للعديد من سياسات التوظيف وكانت عضوًا في العديد من الهيئات الرسمية.